# Schøning
Schøning er navnet på flere slægter.
En fra Tyskland stammende slægt Schøning føres tilbage til Johann Mathias Schøning (gift 1741) i Hamburg, hvis søn, købmand og lodsinspektør i Helsingør Johan Ulrik Schøning (1744-1792) var fader til kommandant på Bornholm, oberst Peter Henrik Schøning (1787-1866); af dennes sønner skal nævnes oberst Vilhelm Erhard Theodor Schøning (1814-1885), oberst Carl Frederik Schøning (1816-1877), oberst Valdemar Schøning (1824-1889), oberst Otto Albert Schøning (1826-1901) og distriktslæge i Sorø Rudolf Schøning (1819-1901).
En anden, formentlig fra Ebeltoft stammende norsk slægt, Schøning, hvis stamfader Jacob Eliasen Schøning eller Ebeltoft (ca. 1641-ca. 1724) var gårdejer på Tjeldøen; han var fader til sognepræst i Vågan Elias Schøning (død 1738), til handelsmand Andreas Schøning (ca. 1680-1740) og til Apollona Schøning (1694-1784), der ved sit ægteskab med købmand på Grøtøy Oluf Hartvigsen (1656-1746) bragte navnet over til den endnu i Norge blomstrende Grøtøy-slægt Schøning. Andreas Schøning var fader til historikeren, gehejmearkivar Gerhard Schøning (1722-1780), til sorenskriver Claus Ursin Schøning (1730-1768) og til Anne Schøning, der 1743 ægtede Møller Oluf Woll, hvis søn landinspektør Andreas Woll Schøning (1747-1813) videreførte navnet; hans descendens drog til Danmark.